# 小野田港站
小野田港站（日语：／ Onodakō eki */?）是位於山口縣山陽小野田市北龍王町，西日本旅客鐵道（JR西日本）的小野田線車站。
車站開業時，最初命名為「水泥町站」（セメント町駅），這是源於車站附近設有小野田水泥的工場及本社，後來改為「小野田港站」，並因為路線伸延而遷移至現在位置。

## 車站構造

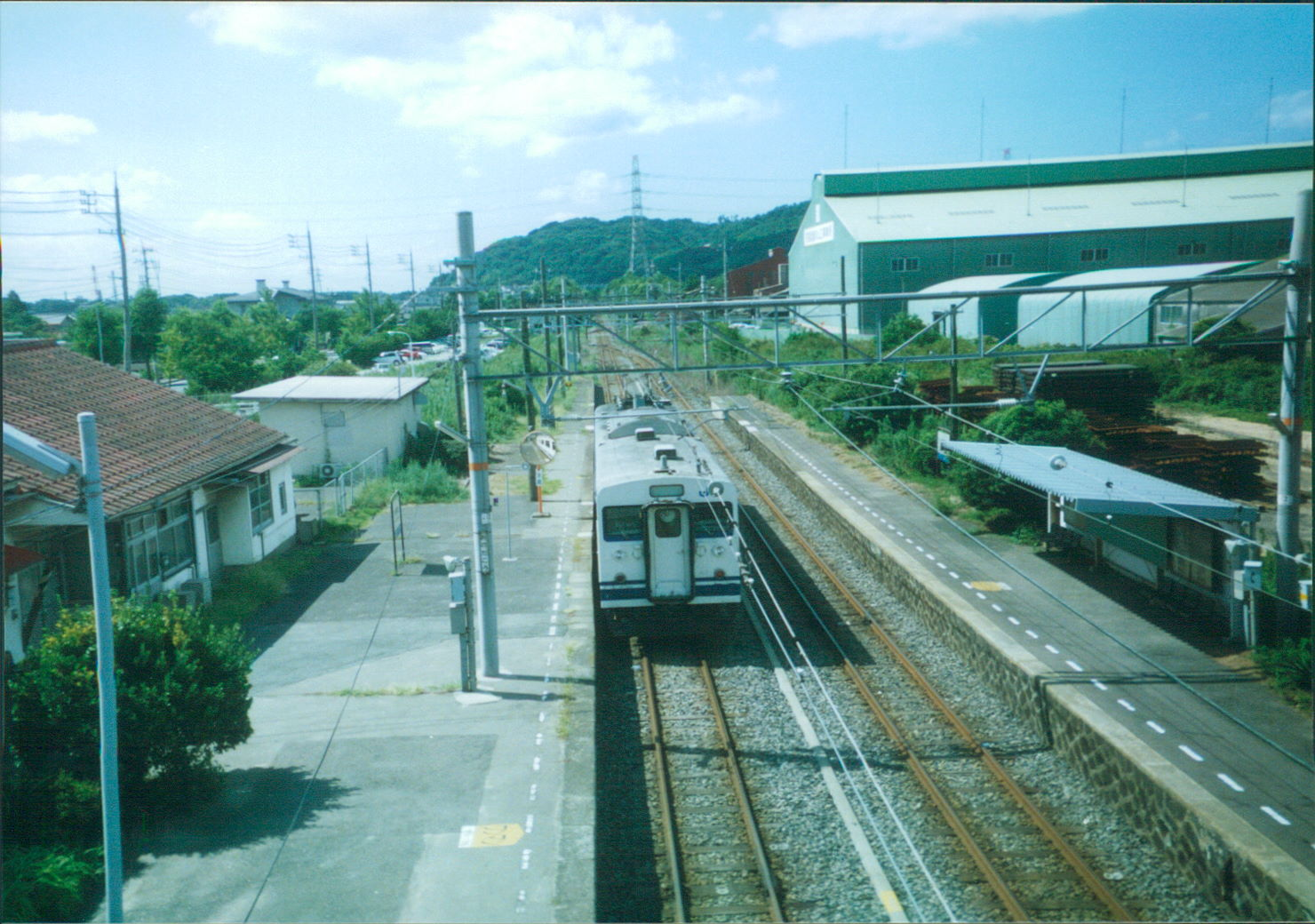
月台(2013年8月)

本站是地面車站，設有2面2線的相對式月台，可進行列車交會。兩月台之間設有跨線橋連接。站房位於上行月台，大樓內曾經設有自動售票機，現已撒走。車站內設有廁所，但是在2015年2月14日由於發生不明火災使不再可以使用廁所。車站和月台周圍的區域由於維護不善，因此生長了雜草。此站是由山口地域鐵道部管理的無人車站。

### 月台
| 月台         | 路線      | 上下行 | 方向         |
| ------------ | --------- | ------ | ------------ |
| 車站大樓一方 | ■小野田線 | 上行   | 宇部新川方向 |
| 車站大樓對面 | ■小野田線 | 下行   | 小野田方向   |

※在旅客資訊上沒有標示月台編號。

## 歷史
- 1915年11月25日：小野田輕便鐵道小野田站至此站之間開通，此站啟用。當時車站名為水泥町站。
- 1923年6月25日：小野田輕便鐵道改名為小野田鐵道（日语：小野田鉄道）。
- 1943年4月1日：小野田鐵道被國有化。成為國有鐵道小野田線車站。同時改名為小野田港站。
- 1947年10月1日：小野田線此站至雀田站之間開通。同時小野田港站遷移至現地。而舊站後來成為南小野田站。

- 此外，在小野田港至雀田之間開通時，小野田線編入至宇部西線。在半年後的1948年2月1日，舊宇部西線區間再改名為小野田線。

- 1987年4月1日：伴隨國鐵分割民營化，車站由西日本旅客鐵道（JR西日本）營運。
- 1990年6月1日：改為業務委托車站，委托者為中國交通事業株式會社（現時：JR西日本廣島Maintec）（日语：JR西日本広島メンテック）。
- 1998年4月1日：降為無人車站。

## 車站周邊
- 太平洋水泥
- 共英製鋼（日语：共英製鋼） 山口事業所
- 山陽小野田市立須惠小學
- 山口縣道223號小野田港線（日语：山口県道223号小野田港線）
- 須惠之鄉（麵包店）

## 使用狀況
以下為近年使用人次：
| 乘車人次變化 | 乘車人次變化 |
| 年度         | 1日平均人次  |
| ------------ | ------------ |
| 1999         | 218          |
| 2000         | 185          |
| 2001         | 152          |
| 2002         | 128          |
| 2003         | 136          |
| 2004         | 134          |
| 2005         | 139          |
| 2006         | 132          |
| 2007         | 132          |
| 2008         | 122          |
| 2009         | 111          |
| 2010         | 112          |
| 2011         | 100          |
| 2012         | 86           |
| 2013         | 80           |
| 2014         | 83           |
| 2015         | 76           |
| 2016         | 81           |
| 2017         | 79           |
| 2018         | 77           |
| 2019         | 83           |
| 2020         | 74           |
| 2021         | 58           |
| 2022         | 58           |

## 相鄰車站
西日本旅客鐵道（JR西日本）
■小野田線
雀田－小野田港－南小野田

## 外部連結
- 小野田港｜車站資訊：JR出門網 - 西日本旅客鐵道（日語）